# تپه گورستان ایوانکی
تپه قبرستان ایوانکی مربوط به دوران پیش از تاریخ ایران باستان است و در شهرستان گرمسار، بخش ایوانکی، ۸ کیلومتری جنوب غرب شهر ایوانکی، ۵۲۰۰ متری جنوب تپه گیس واقع شده و این اثر در تاریخ ۲۶ اسفند ۱۳۸۷ با شمارهٔ ثبت ۲۶۱۳۸ به‌عنوان یکی از آثار ملی ایران به ثبت رسیده است.